# The Wall
The Wall je rock opera predstavljena kao dvostruki album engleske rock skupine Pink Floyd, objavljen 1979. godine. Album je potom bio izvođen uživo sa zapanjujućim teatralnim efektima, te je prema istom albumu snimljen film.
The Wall je konceptualan album. U albumu se govori o čitavom procesu izolacije s drugog gledišta. Čitav koncept je uvelike inspiriran turnejom sastava na kojem su promovirali album Animals 1977. godine. Najviše inspiracije za pisanje albuma dao je incident u kojemu je Roger Waters pljunuo na jednoga drskog gledatelja koji se pokušao popeti na pozornicu. To ga je navelo na pomisao o postavljanju zida između izvođača i sve neotesanije publike. Svojom prilično mračnom temom, The Wall sadrži mnogo grublji i teatralniji zvuk nego ijedan prethodni album sastava.
The Wall je rock opera koja u govori o glavnom liku koji se zove Pink. Uvelike baziran na Watersovu osobnom životu, Pink se bori sa životom od malih nogu - gubi oca u ratu ("Another Brick in the Wall"), biva zlostavljan od učitelja ("The Happiest Days of Our Lives"), odgajan od majke koja se prema njemu odnosila prezaštitnički ("Mother") i ostavljen od supruge kasnije ("Don't Leave Me Now") - sve što je na Pinka utjecalo da se mentalno izolira od društva, metaforično, izolacija se u čitavoj toj priči odnosi na "The Wall" (Zid).
2003. godine, magazin Rolling Stone je na svojoj listi 500 Greatest Albums of All Time (500 najboljih albuma svih vremena) The Wall stavio na 87. mjesto.

## Povijest snimanja
1977. Pink Floyd je promovirao svoj album Animals na turneji. Postoje dvije priče o tome što se dogodilo na nastupu u Montrealu što je inspiriralo Watersa da napiše "The Wall". Prva priča je iz The Wall knjižice gdje Waters tvrdi da se obožavatelj htio popeti preko mreže koja je odvajala publiku od sastava. Druga priča je iz knjige Nicka Masona "Inside Out". On tvrdi da je obožavatelj vikao na Watersa da odsviraju pjesmu "Careful with that Axe Eugene". Na kraju obje priče Waters pljuje obožavatelja u lice. Album je snimljen u četiri studija u preko osam mjeseci, uglavnom zbog engleskih poreznih pravila do jeftinijeg snimanja u Francuskoj. Napetost između Watersa i ostatka sastava su značajno rasle, uglavnom zbog njegove velike dominacije i položaja u sastavu. Za vrijeme snimanja, Waters je otpustio Richarda Wrighta, i rekao mu da odmah ode nakon što se "The Wall" završi jer kako je rekao Wright ne doprinosi puno, te zbog ovisnosti o kokainu. Waters je tvrdio da su David Gilmour i Nick Mason podržavali Wrightov odlazak, ali 2000. godine Gilmour je izjavio da su on i Mason bili protiv te odluke. U svojoj knjizi "Inside Out", Mason tvrdi kako je Wright otpušten zbog toga što je Columbia Records ponudila Watersu bonus ako završi album na vrijeme da bi se mogao objaviti na vrijeme. Kad se Wright nije htio vratiti s ljetnih praznika, Waters ga je otpustio.Međutim, on se vratio za nastupe uživo kao plaćeni glazbenik.
Za "Another Brick in the Wall", Pink Floyd je trebao snimiti školski zbor, pa su stupili u kontakt s nastavnikom glazbenog iz škole u Islingtonu. Na snimanju, za dio sa zborom, morali su dodati poseban efekt da zbor zvuči kao da je veći, jer je zbor te škole bio poprilično mali.
Album je originalno objavljen pod Columbia Recordsom u SAD-u i Harvest Recordsom u Ujedinjenom Kraljevstvu. Kasnije 1994. album je digitaliziran

## Koncept i priča
Naslov albuma je metaforičan i pod nazivom "The Wall" označava izolaciju i odvajanje od svijeta, jer glavni lik gradnjom zida pravi prepreku u komuniciranju s ostalima. Pjesme u albumu stvaraju jako neodređenu priču, prikazujući tako događaje u životu protagonista, Pinka. Pink gubi oca još kao dijete (Watersov otac je ubijen u Drugom svjetskom ratu), njegova majka ga "davi" odnoseći se prema njemu prezaštitnički, i ugnjetavan je u školi od strane učitelja. Svaka od ovih trauma postaje "another brick in the wall" (još jedna cigla u zidu). Kad odraste, Pink postaje  rock zvijezda, ali njegove veze su upropaštene zbog nevjera i nasilja. Dok se njegov brak raspada, Pink završava izgradnju zida i tako gradi izolaciju od ljudi.
Pinkov razum se pogoršava iza izgrađenog zida, dok njegove osobne nedaće dosežu vrhunac za vrijeme nastupa na pozornici. Halucinirajući, Pink vjeruje da je on fašistički diktator, i da su njegovi koncerti kao neo-nacističko okupljanje gdje on nahuškava svoje ljude na obožavatelje za koje smatra da su manje vrijedni. Negova savjest ga stavlja na iskušenje, i njegov koliko-toliko zdrav razum mu "naređuje" da sruši zid, kako bi se mogao otvoriti svijetu, (s kojim nije imao veze zbog "zida") i ispričati svojim najbližim prijateljima koji su bili povrijeđeni njegovim izoliranjem od društva. Ovoga trenutka kraj albuma kreće prema svom početku s riječima: "Isn't this where..."; prva pjesma albuma, "In the Flesh?, počinje riječima "...we came in?" - nastavljajući istom melodijom zadnje pjesme, "Outside the Wall" - ukazujući na ponavljanje Watersove teme.
Album je podjeljen na četiri strane. U prvoj strani, tek je četvrtina zida izgrađena s prikazom učitelja koji ga je zlostavljao. Na drugoj strani zid je upola gotov i daje kratak prikaz Pinkove žene. U trećoj strani 3/4 zida su izgrađene i tu se detaljnije upotnaje sam Pink i njegova osobnost, dok četvrta strana prikazuje kompletan zid i njegovo rušenje. Producent Bob Ezrin odigrao je veliku u logu Watersovom materijalu napisajući scenarij, za što je trebalo čak napisati pokoju pjesmu da se dovrši scenarij.

## Film
Film verzija albuma je objavljena 1982. naslovljena "Pink Flyd The Wall", film je režirao Alan Parker a u glavnoj ulozi je Bob Geldof. Film je režirao Roger Waters. U filmu je originalna glazba iz albuma.
Ispočetka, bilo je planirano da u film budu pomiješani prizori iz filma i neki nastupi sastava uživo, ali na kraju u film nije ubačen niti jedan dio nastupa uživo.

## Rezultati po izlasku
Odmah nakon izlaska, "The Wall" je odmah skočio na prvo mjesto Billboardove 200 ljestvice u SAD-u u četvrtom tjednu po izlasku. U Ujedinjenom Kraljevstvu album je zauzeo treće mjesto. Procjenjuje se da je album u svijetu prodan u više od 15 milijuna primjeraka. U SAD-u je dobio 23 platinasta primjerka i to je drugi najprodavaniji album Pink Floyda nakon albuma The Dark Side of the Moon. Album je bio među najpopularnijim albumima ranih osamdesetih godina, pri tome puno je pmogao film koji je snimljen prema albumu. Album je imao mnogo hitova predvođenih s "Another Brick in the Wall", jedinom pjesmom koja je dosegla broj jedan na Billboardovoj ljestvici.
Nisu samo pozicije na top listama pokazivale uspjeh albuma. I kritičari su dali odlične ocjene. Magazin Rolling Stone stavio je "The Wall" na 87. mjesto 500 najboljih albuma svih vremena.

## Nakon "The Wall"
Nakon što je Waters napustio Pink Floyd 1985. Ostatak sastava dobio je prava za korištenje imena "Pink Floyd" i svih materijala koje je sastav snimio. Waters je pak, dobio prava za izvođenje albuma "The Wall". To znači da je Waters imao prava na sve pjesme, osim na tri pjesme koje je David Gilmour napisao s Watersom. ("Young Lust" "Comfortably Numb" i "Run Like Hell").
Waters je održao koncert albuma "The Wall" na Postdamer Platzu u Berlinu 21. srpnja 1990. na prisjećanje pada Berlinskog zida. Na koncertu su, kao gosti nastupili Bryan Adams, Cyndi Lauper i Van Morrison. Ovaj nastup je bio nešto drugačiji od nastupa s Pink Floydom, jer su neke pjesme bile malo promijenjene.

## Popis pjesama
Sve pjesme je napisao Roger Waters osim "Young Lust", "Comfortably Numb" i "Run Like Hell" koje je pisao i David Gilmour.
Strana 1
- 1. "In the Flesh?"
- 2. "The Thin Ice"
- 3. "Another Brick in the Wall (Part I)"
- 4. "The Happiest Days of Our Lives"
- 5. "Another Brick in the Wall (Part II)"
- 6. "Mother"

Strana 2
- 1. "Goodbye Blue Sky"
- 2. "Empty Spaces"
- 3. "Young Lust"
- 4. "One of My Turns"
- 5. "Don't Leave Me Now"
- 6. "Another Brick in the Wall (Part III)"
- 7. "Goodbye Cruel World"

Strana 3
- 1. "Hey You"
- 2. "Is There Anybody Out There"
- 3. "Nobody Home"
- 4. "Vera"
- 5. "Bring the Boys Back Home"
- 6. "Comfortably Numb"

Strana 4
- 1. "Show Must Go On"
- 2. "In the Flesh"
- 3. "Run Like Hell"
- 4. "Waiting for the Worms"
- 5. "Stop"
- 6. "The Trial"
- 7. "Outside the Wall"

## Pozicije na ljestvicama

### Album
| Godina | Ljestvica     | Najbolji plasman |
| ------ | ------------- | ---------------- |
| 1979.  | Engleska      | 3                |
| 1979.  | Norveška      | 1                |
| 1979.  | Španjolska    | 9                |
| 1979.  | Švedska       | 1                |
| 1979.  | Švicarska     | 29               |
| 1979.  | Njemačka      | 1                |
| 1979.  | Danska        | 19               |
| 1979.  | Novi Zeland   | 24               |
| 1979.  | Italija       | 13               |
| 1979.  | Finska        | 21               |
| 1980.  | Billboard 200 | 1                |

### Pjesme
| Godina | Singl                                | Ljestvica                           | Pozicija |
| ------ | ------------------------------------ | ----------------------------------- | -------- |
| 1979.  | "Another Brick in the Wall (Part 2)" | UK Top 40                           | 1        |
| 1980.  | "Another Brick in the Wall (Part 2)" | US Billboard Pop Singles            | 1        |
| 1980.  | "Run Like Hell"                      | US Billboard Pop Singles            | 53       |
| 1980.  | "Another Brick in the Wall (Part 2)" | Norveška ljestvica[nedostaje izvor] | 1        |

## Nagrade
Grammy
| Godina | Pobjednik | Kategorija                |
| ------ | --------- | ------------------------- |
| 1981.  | The Wall  | Nagrada za najbolji album |

## Izvođači
- Roger Waters — pjevač, bas-gitara, klavijature, gitara, producent
- David Gilmour — gitara, vokal, bas-gitara, klavijature, klarinet, udaraljke
- Richard Wright — klavir, klavijature, klarinet, orgulje
- Nick Mason — bubnjevi, udaraljke

## Vanjske poveznice
- Complete Analysis of the Movie
- Pink Floyd The Wall at IMDB